# STX엔진
STX엔진(영어: STX Engine)은 대한민국의 터빈 및 엔진 제조업체이다.

## 연혁
- 2004년 4월: STX엔진 설립
- 2005년 5월: STX레이다시스(주) 인수 및 합병

## 생산 제품군

### STX-MAN
- LPG선, PC선, 유조선 및 산업용 엔진군

### STX-MTU
- 전차, 자주포, 구축함, 경비정, 고속정 엔진군

### STX Power Plant
- 엔진 및 열 병합 발전, 풍력발전설비, 태양광 발전설비, 탈황 설비군

## 주석
1. ↑  분석보고서 왕년에 ‘조선’ 좀 한 STX엔진 신영증권 2025-4-21